# ウルトラ・ヴァイヴ
株式会社ウルトラ・ヴァイヴ（ULTRA-VYBE, INC.）は、日本のインディペンデントのレコード会社、出版社である。旧商号をSFC音楽出版株式会社（エスエフシーおんがくしゅっぱん-）といい、その当時、「ソリッドレコード」というレコードレーベルを運営していたことでも知られる。

## 概要・略歴

### ソリッドレコードの時代
1986年（昭和61年）2月3日、『季刊リメンバー』を編集・発行していた高護が「SFC音楽出版株式会社」として設立した。同日、ジャックスのLPレコードのアルバム『リアリゼイション』をリリースし、レコードレーベル「ソリッドレコード」をスタートした。
初期のソリッドレコードは、はっぴいえんど、はちみつぱい、頭脳警察などの未発表音源等のリイシュー、休みの国やザ・フォーク・クルセダーズの廃盤の発掘と再発売、梅木マリ、ダニー飯田とパラダイスキング、スリーファンキーズ、弘田三枝子等の音源発掘を積極的に行った。また、1988年（昭和63年）には、パール兄弟のサエキけんぞうや窪田晴男やビブラストーンの沖山優司らが書き下ろし、平山みきらが歌うという企画盤『ソリッドレコード夢のアルバム』をリリースした。
1989年（平成元年）には、ヒップホップ専門のBPMレーベルで「President BPM」としての活動を終えた近田春夫が、同レーベルから、近田の率いる新バンド・近田春夫&ビブラストーン（のちのビブラストーン）のデビューアルバム『Vibra is Back』をリリースした。また、1991年には、MEN'S 5のデビューアルバム『裏メンズ5』をリリース、近田を中心とした独自の音楽世界に活動と発表の場を提供した。
ソリッドレコードは、山下達郎がアメリカのライノ、イギリスのエイスと並ぶ、「良心的なマイナー・レーベル」に数えるほどの「良心的」レーベルとして活動を続けたが、1992年（平成4年）3月25日 、一旦活動を休止した。

### ウルトラ・ヴァイヴの時代
2000年（平成12年）1月1日、商号を「株式会社ウルトラ・ヴァイヴ」に改称した。カルチャー誌『HOTWAX』を編集・発行、70年代を中心とした日本映画、和製ロック、歌謡曲の発掘と紹介を行い、同社のディストリビューション事業部では、「SWEET REPLIES」というレーベルでインディペンデントのアーティストのレコードリリースを支援している。
現在、東京・下北沢にカフェ「mona records」（店長行達也）も経営。

## データ
- 商号 株式会社ウルトラ・ヴァイヴ
- 設立 1986年（昭和61年）2月3日
- 代表 高護
- 本店 東京都渋谷区西原2丁目8番5号

## 註
1. 1 2 3 4 5 6  「ソリッド・レコード活動休止時の広告」（1992年3月25日）の記述を参照。黒澤進による同レーベルの総括が記載されている。ウェブ上では、#外部リンク内の「ソリッドレコード」リンク先で同記述が読める。
2. ↑  「ソリッドレコード夢のアルバム」の項の記述、および同アルバム『ソリッドレコード夢のアルバム』（ソリッドレコード、1988年6月25日発売）のジャケット、ライナーの記述を参照。
3. ↑  「Vibra is Back」の項の記述、および同アルバム『Vibra is Back』（ソリッドレコード、1989年12月1日発売）のジャケット、ライナーの記述を参照。
4. ↑  「MEN'S 5」の項の記述、および同アルバム『裏メンズ5』（ソリッドレコード、1991年5月25日発売）のジャケット、ライナーの記述を参照。
5. 1 2 3  #外部リンク内の同社公式サイト「ULTRA-VYBE」リンク先の記述を参照。
6. ↑  「行達也」の項の記述、および同カフェ公式サイト「mona records」の記述を参照。